# Moutiers-Saint-Jean
Moutiers-Saint-Jean är en kommun i departementet Côte-d'Or i regionen Bourgogne-Franche-Comté i östra Frankrike. Kommunen ligger i kantonen Montbard som tillhör arrondissementet Montbard. År 2022 hade Moutiers-Saint-Jean 255 invånare.

## Befolkningsutveckling
Antalet invånare i kommunen Moutiers-Saint-Jean
Referens:INSEE